# Kazuki Sakuraba
Kazuki Sakuraba (桜庭 一樹, Sakuraba Kazuki) est une romancière japonaise, auteur de romans et light novels, et lauréate du prix Naoki.
Née en 1971, elle commence par des romans, mais la série policière à succès Gosick l'amène à travailler avec plusieurs éditeurs de « light novel », et son livre A Lollypop or a Bullet prend la troisième place dans le classement 2006 de Kono Light Novel ga Sugoi. Le livre s'avère si populaire qu'il est réédité par Kadokawa comme roman grand public. Au cours des dernières années, elle a publié plusieurs romans chez d'autres éditeurs traditionnels, faisant ainsi d'elle l'un des rares romanciers de « light novel » à franchir ce pas. En 2007, son livre 赤朽葉家の伝説 est nommé pour le prix Naoki. En 2008, elle est nommée pour la deuxième fois pour Watashi no Otoko et remporte le prix.

## Titres

### Série Gosick
Les livres de la série GOSICK jusqu'à GOSICKs III sont publiés initialement par Fujimi Mystery Bunko ; les dates de publication correspondent à cette édition. Entre septembre 2009 et janvier 2011, Ces livres sont republiés par Kadokawa Bunko. De février à novembre 2011, ils sont republiés par Kadokawa Beans Bunko. À partir de GOSICK VII, les livres sont publiés exclusivement par Kadokawa Bunko.
Les royalties de la première édition de GOSICK VII sont reversés à la Croix rouge japonaise pour venir en aide aux victimes du séisme de 2011 de la côte Pacifique du Tōhoku.
| Année | Titre japonais                                                                           | Titre anglais                                           | Éditeur                                                  | ISBN                                                                             |
| 2003  | (GOSICK -ゴシック-) Goshikku                                                             | GOSICK -Gosick-                                         | Fujimi Mystery Bunko Kadokawa Bunko Kadokawa Beans Bunko | (ISBN 4-8291-6229-5) (ISBN 978-4-04-428106-9) (ISBN 978-4-04-428116-8)           |
| 2004  | (GOSICK II -ゴシック・その罪は名もなき-) Goshikku: Sono Tsumi wa Namonaki                | GOSICK II -Gosick: Those Sins are Nameless-             | Fujimi Mystery Bunko Kadokawa Bunko Kadokawa Beans Bunko | (ISBN 4-8291-6254-6) (ISBN 978-4-04-428107-6) (ISBN 978-4-04-428117-5)           |
| 2004  | (GOSICK III -ゴシック・青い薔薇の下で-) Goshikku: Aoi Bara no Shita de                   | GOSICK III -Gosick: Beneath the Blue Rose-              | Fujimi Mystery Bunko Kadokawa Bunko Kadokawa Beans Bunko | (ISBN 4-8291-6273-2) (ISBN 978-4-04-428108-3) (ISBN 978-4-04-428118-2)           |
| 2005  | (GOSICK IV -ゴシック・愚者を代弁せよ-) Goshikku: Kuja wo Daiben Seyo                     | GOSICK IV -Gosick: Speaking on Behalf of Fools-         | Fujimi Mystery Bunko Kadokawa Bunko Kadokawa Beans Bunko | (ISBN 4-8291-6288-0) (ISBN 978-4-04-428110-6) (ISBN 978-4-04-428122-9)           |
| 2005  | (GOSICKs -ゴシックエス・春来たる死神-) Goshikkuesu: Haru Kitaru Shinigami                | GOSICKs -Gosicks: The Death God that Came with Spring-  | Fujimi Mystery Bunko Kadokawa Bunko Kadokawa Beans Bunko | (ISBN 4-8291-6310-0) (ISBN 978-4-04-428109-0) (ISBN 978-4-04-428120-5)           |
| 2005  | (GOSICK V -ゴシック・ベルゼブブの頭蓋-) Goshikku: Beruzebubu no Zugai                    | GOSICK V -Gosick: Belzebub's Skull-                     | Fujimi Mystery Bunko Kadokawa Bunko Kadokawa Beans Bunko | (ISBN 4-8291-6328-3) (ISBN 978-4-04-428111-3) (ISBN 978-4-04-428125-0)           |
| 2006  | (GOSICKs II -ゴシックエス・夏から遠ざかる列車-) Goshikkuesu: Natsu kara Toozakaru Ressha | GOSICKs II -Gosicks: The Train Moving Away From Summer- | Fujimi Mystery Bunko Kadokawa Bunko Kadokawa Beans Bunko | (ISBN 4-8291-6352-6) (ISBN 978-4-04-428112-0) (ISBN 978-4-04-428123-6)           |
| 2006  | (GOSICK VI -ゴシック・仮面舞踏会の夜-) Goshikku: Kamen Butōkai no Yoru                   | GOSICK VI -Gosick: The Night of the Masquerade Ball-    | Fujimi Mystery Bunko Kadokawa Bunko Kadokawa Beans Bunko | (ISBN 4-8291-6375-5) (ISBN 978-4-04-428113-7) (ISBN 978-4-04-428126-7)           |
| 2007  | (GOSICKs III -ゴシックエス・秋の花の思い出-) Goshikuesu: Aki no Hana no Omoide           | GOSICKs III -Gosicks: Memories of Autumn Flowers-       | Fujimi Mystery Bunko Kadokawa Bunko Kadokawa Beans Bunko | (ISBN 978-4-8291-6387-0) (ISBN 978-4-04-428114-4) (ISBN 978-4-04-100048-9)       |
| 2011  | (GOSICK VII -ゴシック・薔薇色の人生-) Goshikku: Barairo no Jinsei                        | GOSICK VII -Gosick: Rose Coloured Life-                 | Kadokawa Bunko                                           | (ISBN 978-4-04-428115-1)                                                         |
| 2011  | (GOSICKs IV -ゴシックエス・冬のサクリファイス-) Goshikkuesu: Fuyu no Sakurifaisu         | GOSICKs IV -Gosicks: Winter's Sacrifice-                | Kadokawa Bunko                                           | (ISBN 978-4-04-428119-9)                                                         |
| 2011  | (GOSICK VIII -ゴシック・神々の黄昏-) Goshikku: Kamigami no Tasogare                      | GOSICK VIII -Gosick: Twilight of the Gods-              | Kadokawa Bunko                                           | Premier volume: (ISBN 978-4-04-428121-2) Second volume: (ISBN 978-4-04-428124-3) |

### Autreslight novels
| Année | Titre japonais                                                                     | Titre anglais                                               | Éditeur                | ISBN                 |
| 1999  | (ロンリネス・ガーティアン AD2015隔離都市) Ronrinesu Gādian AD2015 Kakuri Toshi     | Loneliness Guardian: AD2015 Isolated Town                   | Famitsū Bunko          | (ISBN 4-7572-0619-4) |
| 2001  | (ルナティック・ドリーマー) Runatikku Dorīmā                                        | Lunatic Dreamer                                             | EX Novels              | (ISBN 4-7575-0601-5) |
| 2002  | (Girl's Guard 君の歌は僕の歌) Girl's Guard: Kimi no Uta wa Boku no Uta             | Girl's Guard: Your Song is My Song                          | Famitsū Bunko          | (ISBN 4-7577-0710-X) |
| 2002  | (B-EDGE AGE 獅子たちはアリスの庭で) B-EDGE AGE: Shishi-tachi wa Arisu no Niwa de   | B-EDGE AGE: Les Shishi sont dans le jardin d'Alice          | Fujimi Mystery Bunko   | (ISBN 4-8291-6167-1) |
| 2002  | (B-EDGE AGE 獅子たちはノアの方舟で) B-EDGE AGE: Shishi-tachi wa Noa no Hakobune de | B-EDGE AGE: The Shishi are in Noah's Ark                    | Fujimi Mystery Bunko   | (ISBN 4-8291-6186-8) |
| 2002  | (竹田くんの恋人) Takeda-kun no Koibito                                             | Takeda-kun's Lover                                          | Kadokawa Sneaker Bunko | (ISBN 4-04-428101-7) |
| 2003  | (赤×ピンク) Aka × Pinku                                                            | Red × Pink                                                  | Famitsū Bunko          | (ISBN 4-7577-1283-9) |
| 2004  | (推定少女) Suitei Shōjo                                                            | Presumptuous Girl                                           | Famitsū Bunko          | (ISBN 4-7577-1995-7) |
| 2004  | (砂糖菓子の弾丸は撃ちぬけない) Satōgashi no Dangan wa Uchinukenai                  | A Lollypop or A Bullet (lit. Can't Shoot a Lollypop Bullet) | Fujimi Mystery Bunko   | (ISBN 4-8291-6276-7) |
| 2005  | (荒野の恋 第一部 catach the tail) Kōya no Koi Dai Ichi Bu catach the tail          | Love of the Wilderness, Volume One: catach the tail         | Famitsū Bunko          | (ISBN 4-7577-2289-3) |
| 2006  | (荒野の恋 第二部 bump of love) Kōya no Koi Dai Ni Bu bump of love                  | Love of the Wilderness, Volume Two: bump of love            | Famitsū Bunko          | (ISBN 4-7577-2604-X) |

### Romans grand public
Les romans de Sakuraba ont été publiés par différents éditeurs. La majeure partie d'entre eux ont également été republiés plusieurs années après leur date d'édition originale par différents éditeurs.
Akakuchiba-ke no Densetsu remporte la 60e édition du prix des auteurs japonais de romans policiers en 2007, et Watashi no Otoko la 138e édition du prix Naoki dans la seconde moitié de cette même année.
| Année | Titre japonais                                                                     | Titre anglais                                 | Éditeur                                          | ISBN                                              |
| 2007  | (少女には向かない職業) Shōjo ni wa Mukanai Shokugyō                                | Girls Aren't Suited to Business               | Tōkyō Sōgensha Mystery Frontier Sōgensuiri Bunko | (ISBN 4-488-01719-3) (ISBN 978-4-488-47201-6)     |
| 2005  | (ブルースカイ) Burū Sukai                                                          | Blue Sky                                      | Hayakawa Bunko JA Bunshun Bunko                  | (ISBN 4-15-030820-9) (ISBN 978-4-16-778405-8)     |
| 2006  | (少女七竈と七人の可愛そうな大人) Shōjo Nanakamodo to Shichinin no Kawaisō na Otona | Girl Rowans and Seven People Make Cute Adults | Kadokawa Shoten Kadokawa Bunko                   | (ISBN 4-04-873700-7) (ISBN 978-4-04-428105-2)     |
| 2006  | (赤朽葉家の伝説) Akakuchiba-ke no Densetsu                                         | Legend of the Akakuchiba Family               | Tōkyō Sōgensha Sōgensuiri Bunko                  | (ISBN 4-488-02393-2)                              |
| 2007  | (青年のための読書クラブ) Seishun no Tame no Dokusha Kurabu                         | For the Sake of Youth Reading Club            | Shinchosha Shinchō Bunko                         | (ISBN 978-4-10-304951-7) (ISBN 978-4-10-135681-5) |
| 2007  | (私の男) Watashi no Otoko                                                          | My Man                                        | Bungeishunjū Bunshun Bunko                       | (ISBN 978-4-16-326430-1) (ISBN 978-4-16-778401-0) |
| 2008  | (ファミリーポートレイト) Famirī Pōtoreito                                          | Family Portrait                               | Kōdansha                                         | (ISBN 978-4-06-215132-0) (ISBN 978-4-06-277062-0) |
| 2009  | (製鉄天使) Seitetsu Tenshi                                                         | Blacksmith Angel                              | Tōkyō Sōgensha                                   | (ISBN 978-4-488-02450-5)                          |
| 2010  | (道徳という名の少年) Dōtoku to Iu Na no Shōnen                                     | A Boy Named Moral                             | Kadokawa Shoten                                  | (ISBN 978-4-04-874058-6)                          |
| 2010  | (伏 贋作・里見八犬伝) Fuse Gansaku: Satomi Hakkenden                               | The Fake Fuse: Satomi Hakkenden               | Bungeishunjū                                     | (ISBN 978-4-16-329760-6)                          |
| 2011  | (ばらばら死体の夜) Barabara Shitai no Yoru                                         | Night of the Scattered Corpse                 | Shueisha                                         | (ISBN 978-4-08-771402-9)                          |
| 2012  | (傷痕) Kizuato                                                                     | Scar                                          | Kōdansha                                         | (ISBN 978-4-06-217459-6)                          |

### Anthologies
En plus de ses œuvres de dimensions importantes, Sakuraba contribue par des nouvelles à un certain nombre d'anthologies littéraires.
| Année | Titre japonais                                              | Titre anglais                   | Recueilli dans | ISBN'                    |
| 2005  | (暴君) Bōken                                                | Tyrant                          | Igyō Korekushon: Obakeyashiki (異形コレクション・オバケヤシキ) Grotesque Collection: Haunted House                                                                                    | (ISBN 978-4-334-73931-7) |
| 2006  | (脂肪遊戯) Shibō Yūgi                                       | Blubber Games                   | Igyō Korekushon: Yami Denwa (『異形コレクション・闇電話) Grotesque Collection: Dark Phone                                                                                             | (ISBN 978-4-334-74066-5) |
| 2006  | (少年バンコラン！ 夜歩く犬) Shōnen Bankoran! Yoru Aruku Inu | Boy Bencolin! Night Walking Dog | Misshitsu to Kiseki: J.D. Kā Seitan Hyakunen Kinen Ansorojī (密室と奇蹟 J・D・カー生誕百周年記念アンソロジ)ー Locked Rooms and Miracles: J.D. Carr Hundred Year Anniversary Anthology | (ISBN 978-4-488-02392-8) |
| 2008  | (ライティング) Raitingu                                     | Lighting                        | Sakuraba Kazuki: Monogataru Shōjo to Yajū (桜庭一樹 物語る少女と野獣) Kazuki Sakuraba: To Tell of Girls and Beasts                                                                    | (ISBN 978-4-04-873875-0) |
| 2009  | (A) A                                                       | A                               | Mijikai Nemurinitsuku Mae ni III (みじかい眠りにつく前にIII) A While Before You Sleep III                                                                                             | (ISBN 978-4-86176-682-4) |

### Recueils d'essais
En plus de ses œuvres de fiction, Sakuraba a écrit un certain nombre d'essais qui ont été réunis en collections. Son premier recueil d'essais, Nidaime no Baka ni Tsukeru Kusuri, a été publié sous le pseudonyme masculin Sakuramaru Yamada (山田桜丸, Yamada Sakuramaru).
| Année | Titre japonais                                                                                                 | Titre anglais                                                     | Éditeur                      | ISBN                                              |
| 1996  | (二代目のバカにつける薬) Nidaime no Baka ni Tsukeru Kusuri                                                     | Remedies for a Second Generation Fool                             | Ihatov Shuppan               | (ISBN 4-900779-08-3)                              |
| 2006  | (桜庭一樹日記 BLACK AND WHITE) Sakuraba Kazuki Nikki: BLACK AND WHITE                                          | Kazuki Sakuraba Diary: BLACK AND WHITE                            | Fujimi Shobo                 | (ISBN 4-8291-7610-5)                              |
| 2007  | (桜庭一樹読書日記 少年になり、本を買うのだ。) Sakuraba Kazuki Dokusha Nikki: Shōnen ni Nari, Hon wo Kau no da. | Kazuki Sakuraba Reading Diary: If I Was a Boy, I Would Buy Books. | Tōkyō Sōgensha Sōgen Library | (ISBN 978-4-488-02395-9) (ISBN 978-4-488-07064-9) |
| 2008  | (書店はタイムマシーン 桜庭一樹読書日記) Shoten wa Taimu Mashīn: Sakuraba Kazuki Dokusha Nikki                  | Bookstores are Time Machines: Kazuki Sakuraba Reading Diary       | Tōkyō Sōgensha               | (ISBN 978-4-488-02435-2)                          |
| 2009  | (お好みの本、入荷しました 桜庭一樹読書日記) Okonomi no Hon, Nyūkashimashita: Sakuraba Kazuki Dokusha Nikki     | My Favourite Books Have Arrived: Kazuki Sakuraba Reading Diary    | Tōkyō Sōgensha               | (ISBN 978-4-488-02452-9)                          |

## Adaptations

### Au cinéma
- Aka x Pinku (en)

## Source de la traduction
- (en) Cet article est partiellement ou en totalité issu de l’article de Wikipédia en anglais intitulé « Kazuki Sakuraba » (voir la liste des auteurs).